# Flughafen Kushinagar

i8
i11
i13
Der Flughafen Kushinagar (englisch Kushinagar Airport, IATA-Code: KBK, ICAO-Code: VEKI) ist ein in den Jahren 2020/21 fertiggestellter und eingeweihter internationaler Flughafen bei der Kleinstadt Kushinagar im nordindischen Bundesstaat Uttar Pradesh.

## Lage
Der Flughafen Kushinagar liegt im Norden der Gangesebene ca. 5 km nördlich der Stadt auf einer Höhe von etwa 80 m.

## Geschichte
Bereits etwa seit dem Jahr 2010 gab es aus touristischen Gründen Pläne für den Bau eines internationalen Flughafens in Kushinagar, denn der alljährliche Besucherstrom von buddhistischen Pilgern zu den Stätten in Kushinagar, dem angeblichen Sterbeort Buddhas, und seiner Umgebung hat in den letzten Jahrzehnten deutlich zugenommen. Außerdem nutzen viele der in den Anrainerstaaten des Persischen Golfs arbeitenden Inder den Flughafen für Heimatbesuche. Erst im Oktober 2021 wurde der Flughafen von Premierminister Narendra Modi offiziell eingeweiht.

## Sonstiges
- Der Flughafen hat eine Start- und Landebahn mit einer Länge von ca. 3200 m.
- Die Baukosten wurden zwischen der Airports Authority of India und dem Bundesstaat Uttar Pradesh geteilt.